# Караш (горы)
Караш — горный хребет на юге Казахстана, часть Иле-Алатау.

## География
Расположен в Талгарском и Енбекшиказахском районе Алматинской области. Протяжённость с запада на восток 32 км, ширина 12 км. Высота 3008 м. Соединяется на западе с озером Тургень, на востоке — с горой Бакай. Здесь берут начало реки Тургень, Бел-шабдар, Киикбай, Шолак и др. В западной части находятся перевалы Жамбас и Кумбель.
Природа хребта описана в повести М.Ауэзова «Қараш-қараш оқиғасы».